# 런던 더비
런던 더비(London Derbies) 잉글랜드 런던을 연고지로 하는 여러 축구 클럽들의 지역 더비 경기를 가리킨다. 클럽들간의 경기 뿐만 아니라 클럽과 팬들간의 라이벌 관계를 가리키는 단어이기도 하다.

## 런던 연고 클럽

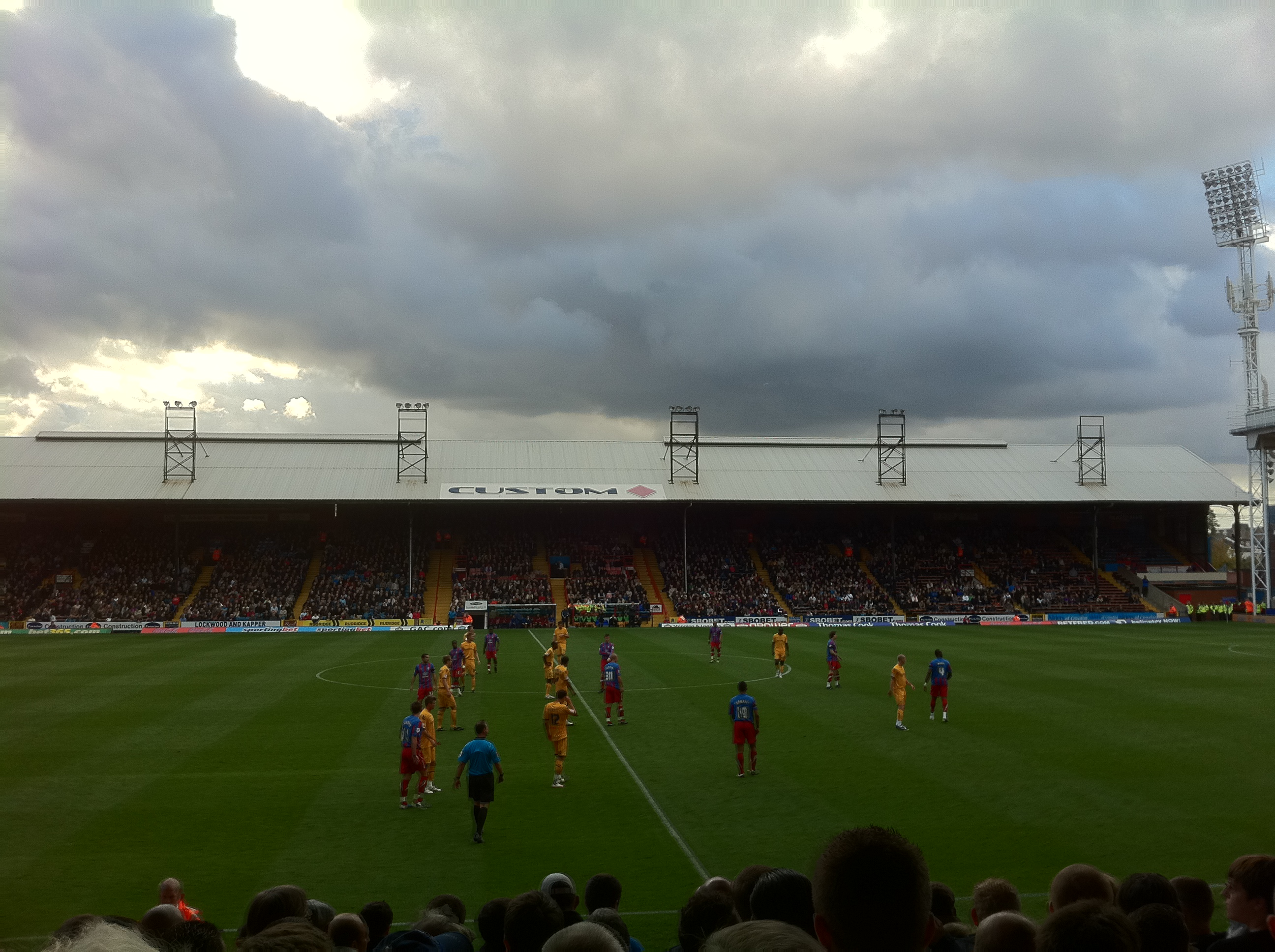
2010년 10월, 셀허스트 파크에서 열린 크리스털 팰리스와 밀월의 남런던 더비

2013-14 시즌을 기준으로 그레이터런던을 연고지로 하는 프리미어리그와 풋볼 리그 클럽들은 13개 클럽이며 다음과 같다.
| 리그               | 팀                                                      |
| ------------------ | ------------------------------------------------------- |
| 프리미어리그       | 아스널; 첼시; 크리스털 팰리스; 토트넘; 웨스트 햄; 풀럼. |
| 풋볼 리그 챔피언십 | 찰턴;밀월;퀸즈 파크 레인저스.                           |
| 풋볼 리그 1        | 브렌트퍼드; 레이턴 오리엔트.                            |
| 풋볼 리그 2        | AFC 윔블던; 대거넘 앤 레드브리지.                       |

이전에 풋볼 리그에 참가했던 팀들 가운데 런던이 연고지인 팀은 바넷과 템스, 윔블던이 있다.

## 주요 런던 더비
- 북런던 더비 - 아스널과 토트넘 홋스퍼 사이의 더비.
- 남런던 더비
- 서런던 더비
- 남런던 대 동런던 더비
- 동런던 더비